# Cantón Guayaquil
Cantón Guayaquil är en kanton i Ecuador.   Den ligger i provinsen Guayas, i den sydvästra delen av landet, 270 km sydväst om huvudstaden Quito. Antalet invånare är 2 005 165. Arean är 6 048 kvadratkilometer.
Terrängen i Cantón Guayaquil är varierad.